# Калдим
Калдим, или Келди — по легенде, первооткрыватель кофе.
Согласно широко распространённой легенде (которая, возможно, основана на реальных событиях), первооткрывателем замечательных свойств кофейного дерева стал эфиопский пастух Калдим приблизительно в IX веке.
Перегоняя своё стадо по склонам гор, где встречались заросли дикорастущего кофейного дерева, пастух обратил внимание на странное поведение коз. Поев листьев этого растения, козы приходили в возбуждённое состояние, начинали неистово бегать и скакать. Калдим рассказал об этом настоятелю местного монастыря. Тот рискнул сам попробовать листьев и плодов кофейного дерева. Испытав на себе тонизирующее и возбуждающее действие, настоятель решил, что отвар из этого растения будет полезен, чтобы его монахи не засыпали во время длительных служб. Употребление отвара из листьев и плодов кофе стало традицией этого монастыря, а затем приобрело популярность и среди окрестных жителей.
Напиток распространился в Эфиопии, затем в Йемене, а потом стал популярен во всём мире.